# ARDOP
ARDOP (englisch Amateur Radio Digital Open Protocol ‚Offenes digitales Protokoll für den Amateurfunkdienst‘) bezeichnet eine digitale Betriebsart im Amateurfunkdienst.

## Zweck
Es wurde für die Verwendung mit WinLink auf Kurzwelle entwickelt und ermöglicht das Übertragen von Daten, z. B. E-Mails über Kurzwelle im Amateurfunk. Es handelt sich um eine Weiterentwicklung des WINMOR-Protokolls. ARDOP bietet eine Alternative zur PACTOR-Übertragung im Kurzwellen-Bereich des WinLink-Systems.
Das Protokoll wurde 2015 bei der ARRL/TAPR Digital Communications Conference (DCC) vorgestellt.
Im Gegensatz zu PACTOR arbeitet ARDOP ohne teuren Hardware-TNC, es reichen die Soundkarte eines Computers und ein SSB-Transceiver zum Modulieren und Demodulieren. Jedoch kann mit ARDOP bei einer Bandbreite von 2000 Hz lediglich eine Datenübertragungsrate von bis zu 2296 Bit/s erreicht werden; PACTOR-IV hingegen kann bei einer Bandbreite von 2400 Hz ohne Kompression eine Datenübertragungsrate bis zu 5512 Bit/s erzielen. Im Vergleich hierzu hat ISDN eine Datenübertragungsrate von 64.000 bit/s (64 kbit/s).
ARDOP kann mit 200, 500, 1000 und 2000 Hz Bandbreite arbeiten. Es ist vollständig offengelegt und kann ohne Lizenzgebühren verwendet werden.

## ARDOPC
Für die Verwendung unter Linux und ohne GUI wurde eine Version des Programms in C mit der Bezeichnung ARDOPC veröffentlicht.

## ARDOPCF
Der originale Quellcode und die Implementierung in C werden nicht mehr aktiv gepflegt. Um ARDOP auch weiterhin nutzen zu können, existiert eine aktiv gepflegte Version unter dem Namen ardopcf. Das Protokoll entspricht der ARDOP-Spezifikation 2.0, um die Kompatibilität mit den vorhandenen Host-Programmen, insbesondere WinLink Express zu erhalten.  

## Modulation
Alle Modi nutzen Reed-Solomon-Codes zur Vorwärtsfehlerkorrektur. Die bitsynchrone Übertragung mittels ARQ-Protokoll ermöglicht fehlerfreie Datenübertragung zwischen zwei Stationen. Bei der ARDOP-Modulation kommen von vierfacher Frequenzumtastung über achtfacher Phasenumtastung bis hin zur sechzehnfachen Quadraturamplitudenmodulation unterschiedliche Varianten zum Einsatz.
| Modulations- verfahren | Bandbreite (Hz) | Carrier | Symbolrate (Baud) | max. Brutto-Datendurchsatz (B/min) |
| ---------------------- | --------------- | ------- | ----------------- | ---------------------------------- |
| 8FSK                   | 200 Hz          | 1       | 25                | 288                                |
| 4FSK                   | 200 Hz          | 1       | 50                |                                    |
| 4PSK                   | 200 Hz          | 1       | 100               |                                    |
| 8PSK                   | 200 Hz          | 1       | 100               | 1.512                              |
| 16FSK                  | 500 Hz          | 1       | 25                | 329                                |
| 4FSK                   | 500 Hz          | 1       | 100               |                                    |
| 4PSK                   | 500 Hz          | 2       | 100               |                                    |
| 8PSK                   | 500 Hz          | 2       | 100               |                                    |
| 16QAM                  | 500 Hz          | 2       | 100               | 2.034                              |
| 4FSK                   | 1000 Hz         | 2       | 100               |                                    |
| 4PSK                   | 1000 Hz         | 4       | 100               |                                    |
| 8PSK                   | 1000 Hz         | 4       | 100               |                                    |
| 8PSK                   | 1000 Hz         | 4       | 167               | 8.610                              |
| 4FSK                   | 2000 Hz         | 4       | 100               |                                    |
| 4PSK                   | 2000 Hz         | 8       | 167               |                                    |
| 8PSK                   | 2000 Hz         | 8       | 100               |                                    |
| 8PSK                   | 2000 Hz         | 8       | 167               | 17.220                             |

## Host-Software
| Programm            | Betriebssystem                            | Lizenz   |
| ------------------- | ----------------------------------------- | -------- |
| BPQ32 / LinBPQ      | Windows 95 und höher, Linux               | Freeware |
| AirMail (mit BPQ32) | Windows 95 und höher                      | Freeware |
| WinLink Express     | Windows Vista und höher, Linux (mit Wine) | Freeware |
| Pat                 | Windows, Linux, Mac OS X                  | Freeware |
| ARIM                | Windows, Linux                            | GPL 3.0  |
| gARIM               | Windows, Linux                            | GPL 3.0  |